# Kokett Bar
Koordinaten: 50° 56′ 40,4″ N, 6° 57′ 35,1″ O

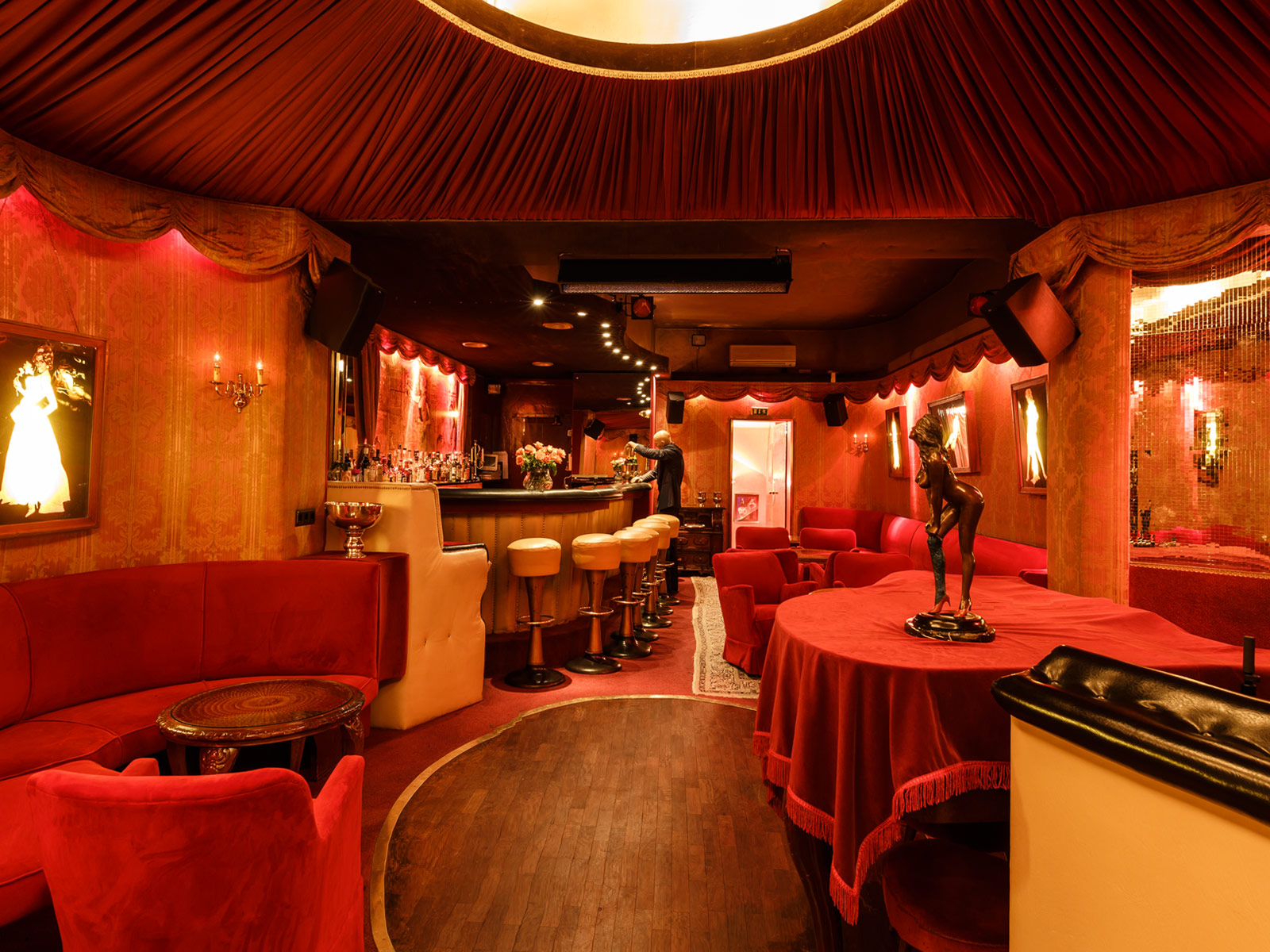
Der Eingangsbereich der Kokett Bar in Köln

Die Kokett Bar war ein Nachtclub in Köln. Sie lag neben dem Kölner Hauptbahnhof in der Altenberger Straße und wurde seit 1959 durchgehend mit Tabledance, Pianobar, Erotikbar und Cabaret betrieben. Die Kokett Bar war damit der älteste Nachtclub in Köln. Seit 1987 war Ursula Bergerhausen die Inhaberin.
Das Etablissement wird heute von der P. Krücken GmbH & Co. KG ausschließlich als Film- und Eventlocation betrieben.

## Filmlocation
Dank ihres Ambientes im Art-déco-Stil war die Kokett Bar ein beliebter Drehort für Film und Fernsehen. Sie diente unter anderem für Der Staat gegen Fritz Bauer, Stereo, Das Wunder von Bern, Heiter bis wolkig, Tannöd, Tatort, Alarm für Cobra 11, Verbotene Liebe, Der letzte Bulle, Kommissar Stolberg, Verstehen Sie Spaß?, Die Wochenshow, Lena – Liebe meines Lebens, Danni Lowinski sowie zahlreichen Doku-Soaps wie Anwälte der Toten, Privatdetektive im Einsatz, Betrugsfälle, Pures Leben als Kulisse für Filmaufnahmen und Fotoreportagen sowie Abschlussfeiern nach Dreharbeiten.

## Schlagzeilen
In einem großen Bestechungsskandal gegen hochrangige Mitarbeiter der GEZ stand die Kokett Bar im Fokus von Recherchen. Nach Ermittlungen der Wuppertaler Staatsanwaltschaft wurden zwischen 2003 und 2005 Sexspiele und Champagner in dem Rotlichtclub letztlich über Fernsehgebühren finanziert.